# Історія футболу
Істо́рія футбо́лу, а точніше ігор, подібних до сучасного футболу, бере свій початок ще з античних часів. У Європі ігри з м'ячем набули особливої популярності в середньовічній Англії. Сучасний футбол зародився зі створенням Футбольної асоціації Англії в Лондоні, Велика Британія, в 1863 році як результат численних зусиль зі стандартизації різних форм гри. Це дозволило клубам проводити матчі без суперечок за уніфікованими правилами, які забороняли рух по полю з м'ячем у руках та виконання підніжок та підсічок (звідси і виник поділ між футболом та регбі).

## Виникнення гри

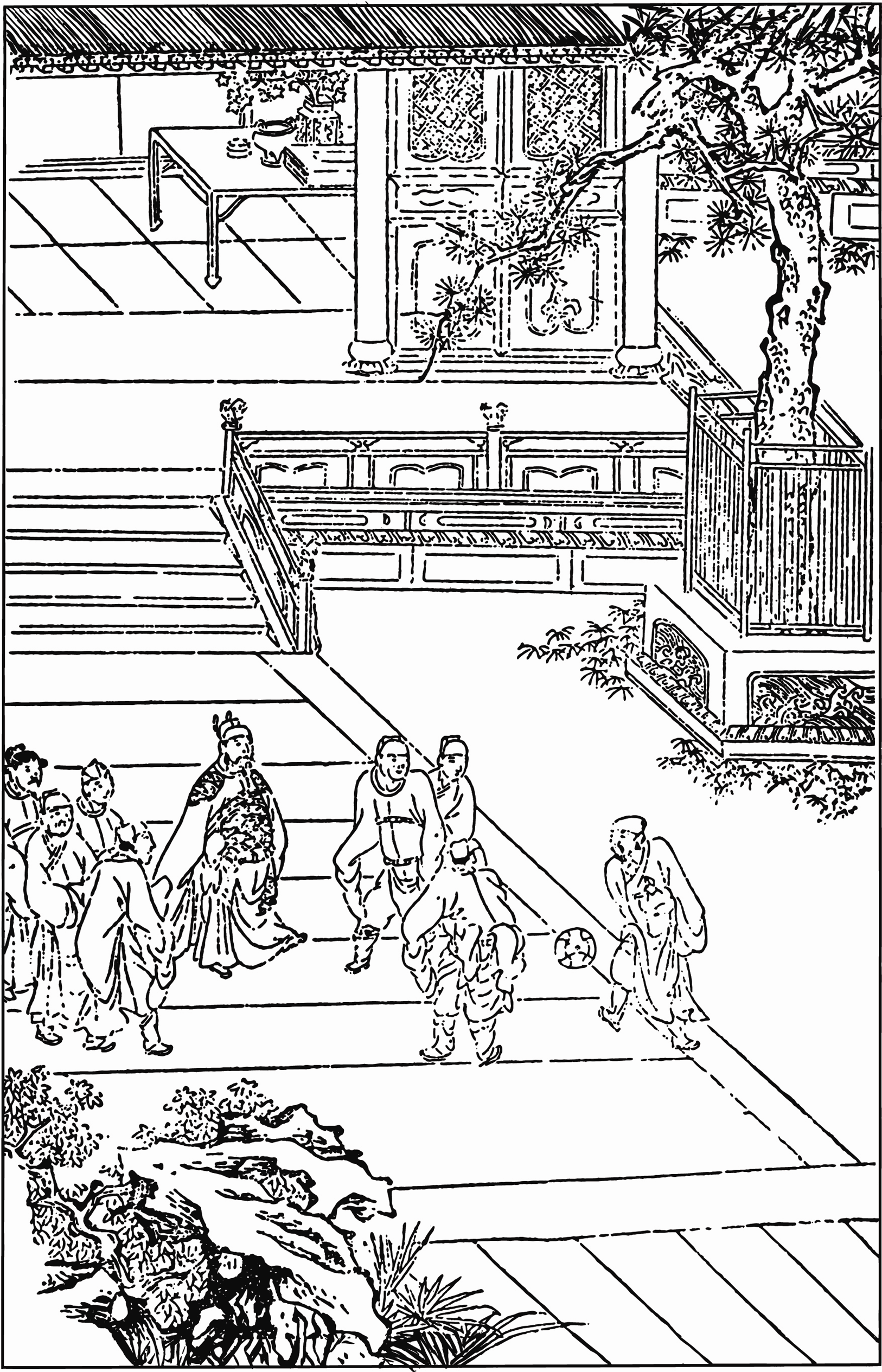
Ілюстрація до роману «Річкові заплави» (XV століття), де зображено гру «куджу» за часів династії Мін

Не існує єдиної думки щодо походження перших ігор, де м'яч відбивали ногами. Згідно з китайськими легендами футбол винайшов Жовтий імператор Хуанді близько 5 тисяч років тому. Також існують думки, що китайську гру «куджу» могли вигадати за часів Цинь Ші Хуанді або Ву Ді з династії Хань. Достеменно відомо, що вже у період династії Сун існували майже закриті клуби «куджу», куди було дуже важко потрапити. У китайському романі «Річкові заплави», датованому XV століттям, зображено, як грають у куджу в епоху династії Мін (1366—1644).
Китайські дослідники змогли обґрунтувати і довести першість Китаю в іграх з м'ячем, тому ФІФА офіційно визнала цю країну батьківщиною футболу. В античні часи подібні ігри були в різних країнах: у Єгипті; в Японії — «кемарі», ймовірно, різновид куджу, який привезли з Китаю 600 року н. е. В античній Греції грали в «епіскірос», а в давньому Римі існувала гра «гарпастум», але там можна було брати м'яч у руки і використовувати силові методи боротьби, тому забава була схожа на регбі.
У Середньовіччі у Франції грали в «ля суль» (ля шуль) м'ячем, з повітрям або ганчір'ям усередині, в італійських містах Флоренція та Падуя популярним було «кальчо» — жорстка гра, де можна було використовувати для відбивання кулі і руки і ноги, яка часто завершувалася травмами учасників. В італійській мові сучасний футбол зберіг старе ймення та називається італ. «calcio». Відомо, що ще в 1580 році граф Верніо (Джованні де Барді) видав правила кальчо. Шота Руставелі згадував про грузинську забаву «лело», але більшість середньовічних ігор дуже відрізнялися від сучасного футболу.

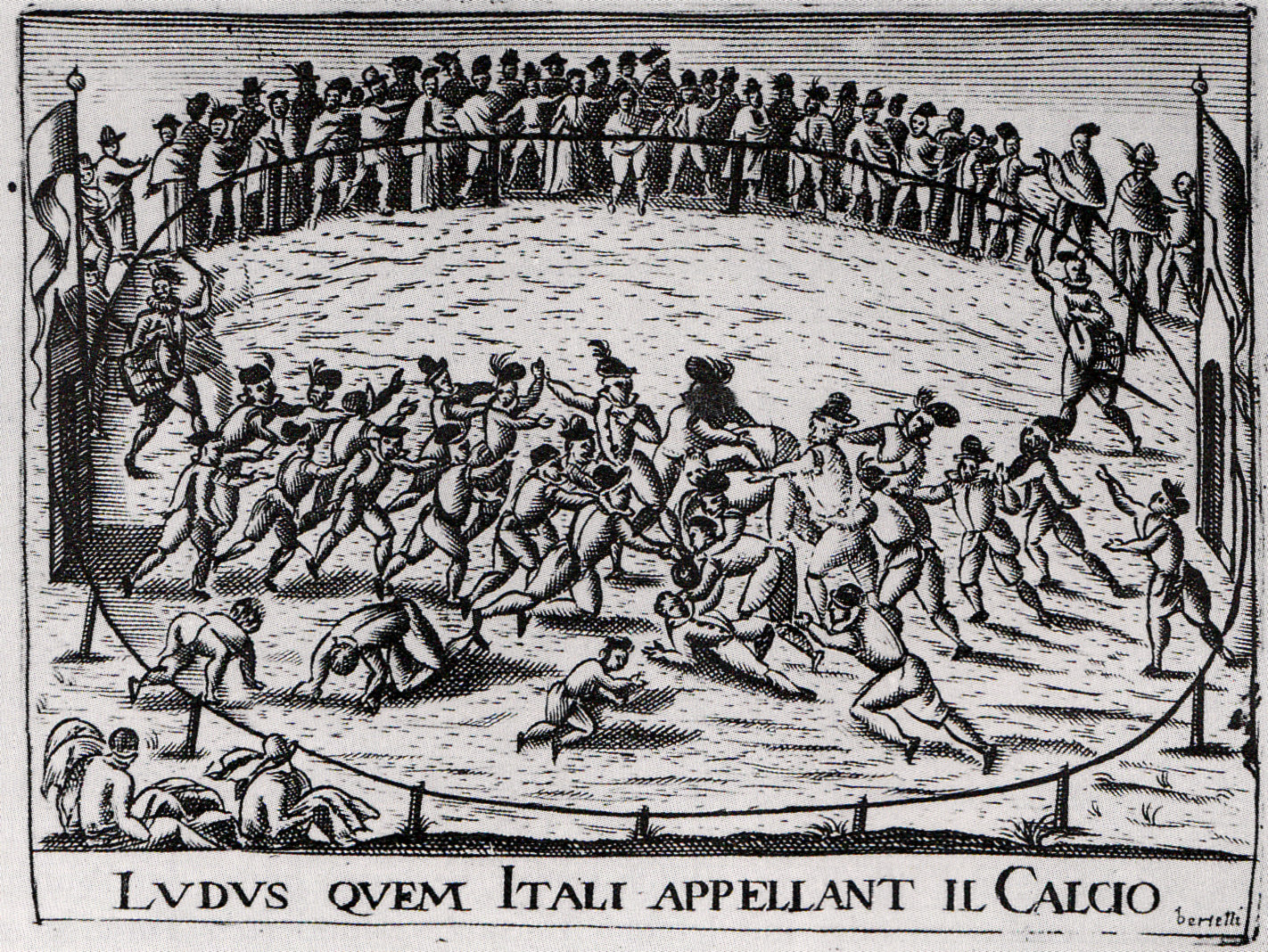
Кальчо у Флоренції (XVII сторіччя)

У 1313 і 1314 роках вийшли укази англійського короля Едуарда II, які забороняли в Лондоні неконтрольовану небезпечну гру, що збирала величезну кількість людей і закінчувалася численними пошкодженнями. Загалом до 1667 року в Англії вийшло понад 30 королівських указів, які в тому чи іншому вигляді забороняли гру у футбол. Футбол (англ. football) ставав дедалі популярнішим у Британії, футболістом був, зокрема англійський король Генріх VIII. Про гру згадували у своїх творах письменники XV—XVIII століть Джуліанна Барнс і Філіп Сідні, драматурги Джон Дей та всесвітньовідомий Вільям Шекспір (у п'єсах «Король Лір» і «Комедія помилок»).

## Організація футболу

### Введення уніфікованих правил гри
Кембриджські правила, перший уніфікований звід футбольних правил, складено 1848 року в Кембриджському університеті. Творці цих правил прагнули розробити гру, прийнятну для студентів, які грали в різні форми гри з м'ячем у приватних школах. До того майже кожна школа і кожен футбольний клуб мали власні зведення правил. Одні правила допускали ведення і передачу м'яча руками, інші — відкидали; в одних командах кількість гравців обмежували, в інших — ні. В одних командах дозволялося штовхати, підсікати суперника, бити його по ногах, в інших це було заборонено. Таким чином, англійський футбол перебував у хаотичному стані. 1848 року вперше серйозно спробували виробити універсальний звід футбольних правил. Г. де Уїнтон і Джон Чарльз Трінг із Кембриджського університету зустрілися з представниками приватних шкіл Ітона, Харроу, Шрусбері, Регбі та Вінчестера, щоб сформулювати і прийняти звід єдиних правил. Дискусія тривала 7 годин 55 хвилин, у результаті було опубліковано документ під назвою «Кембриджські правила». Їх запозичили багато команд поблизу Кембриджа, але загального визнання вони не здобули. Тим не менше, Кембриджські правила стали першими розробленими футбольними правилами та передвісниками сучасного футболу, відіграли значну роль у формуванні сучасних футбольних правил.
1863 року Ебенізер Кобб Морлі, адвокат з міста Кінгстон-апон-Галл, опублікував статтю в газеті Беллз лайф із пропозицією створити керівний орган футболу. Ідею Морлі підтримали керівники інших футбольних клубів, у результаті чого такий керівний орган був створений. Також він був причетний до складання перших Правил гри в футбол. Саме тому його вважають не лише батьком Футбольної Асоціації, але й батьком футболу. Морлі став першим секретарем Футбольної асоціації Англії (1863—1866) та другим її президентом (1867—1874).
26 жовтня 1863 року представники низки футбольних клубів зустрілися в Таверні Каменярів (Freemasons' Tavern) на Лонг-Ейкр у Ковент Гарден. Це було перше засідання Футбольної асоціації, перший офіційний футбольний орган. За результатом першої зустрічі учасники засідання звернулися із закликом до представників інших приватних шкіл Англії приєднатися до асоціації. За винятком Аппітгема (Uppingham school), решта шкіл відмовилися. Всього було проведено 6 зустрічей Футбольної Асоціації в період між жовтнем та груднем 1863 року. Найбільш прийнятними для Асоціації виявились Кембриджські правила, які й були прийняті за основу під час п'ятого засідання 1 грудня 1863 року. Правила забороняли футболістам пересуватися по полю з м'ячем у руках, а також не дозволяли блокування, поштовхи, підніжки і підсічки, завдавати удари по ногах. Більшість делегатів підтримали цю пропозицію, за винятком Френсіса Кемпбелла, представника футбольного клубу Блекхет і першого управляючого фінансами Футбольної асоціації. Під час шостого завершального засідання 8 грудня 1863 року, Френсіс Кембелл повідомив присутнім, що хоча футбольний клуб Блекхет затвердив принципи Асоціації, він не може погодитись грати за новими правилами, які забороняють підніжки, підсічки, і оголосив про вихід з організації. За результатами зустрічі 8 грудня Футбольна Асоціація опублікувала Правила гри у футбол, перший детальний набір правил, який пізніше став відомий під назвою футбол.
Прийняті членами ФА Правила гри у футбол визначали максимальну ширину та довжину поля, процедуру початку гри з центра поля, тлумачили різні терміни, включаючи взяття воріт, вкидання м'яча в гру, положення поза грою. Торкання та передача м'яча руками дозволялась за умови, що його спіймали після першого відскоку. Попри уточнення характеристик взуття (заборонялось взуття з металевими шипами, залізні вставки та гутаперча), не було конкретних правил щодо кількості гравців, виконання пенальті, штрафних ударів, порушень гри чи розмірів футбольного м'яча. Капітанам обох команд необхідно було узгоджувати ці моменти перед початком кожного матчу.
Встановлені ФА закони негайно вступили в дію, до яких приєдналися клуби Шеффілд та Ноттінгем, проводячи щорічні змагання за правилами ФА. Протягом наступних двох років приєдналися Честерфілд і Стоук. До того часу команди визначилися з кількість футболістів по 11 у кожній команді, гра велася круглим м'ячем (на відміну від регбі). Зазначалось, що всі гравці перед м'ячем перебувають у положенні поза грою, унеможливлюючи передачу м'яча вперед, як це прийнято в регбі сьогодні. Згодом ведена заборона на гру рукою в м'яч за винятком одного гравця в кожній команді, воротаря. Червона стрічка протягалась між стійками воріт для позначення верхньої частини воріт. Втім, ФА в перші 10 років свого існування була не настільки вже популярна. За цей період до неї увійшло лише 18 клубів.

### Перший офіційний турнір
1867 року проведено перший у світі, як вважають, офіційний футбольний турнір, кубок Юдана, найстаріший у футболі трофей, який розігрують досі, названий на честь місцевого футбольного ентузіаста і власник театру Томаса Юдана. Змагання проводилися у два тури. В першому турі гралися стикові матчі, коли команда, яка програла, вибувала зі змагання. У фіналі зустрілися три команди, які зіграли по дві зустрічі між собою по черзі. У фінальній стадії турніру Халлам завдав дві поразки клубам Норфолк та Макензі і здобув головний трофей. Друге місце посів клуб Норфолк, завдавши поразки Макензі.

### Перший Кубок футбольної Асоціації
20 липня 1871 року Чарльз Алкок виступив з пропозицією проведення першого розіграшу Футбольного Кубку між членами ФА. Кубок футбольної Асоціації або, як ще його називають, Кубок Англії, швидко здобув популярність і через кілька років всі клуби Англії прагнули взяти участь у цих змаганнях. Для цього вони повинні були прийняти правила ФА, що сприяло швидкому поширенню універсальних футбольних правил. Ці базові правила стали загальновизнаними футбольними правилами сьогодні.
Перший турнір на Кубок Футбольної Асоціації Англії був проведений у 1871—1872 роках. Команда Куінс Парк у півфіналі першого розіграшу Кубку Англії зіграла в суху нічию з Уондерерс. У той період правила не передбачали додаткового часу або виконання 11-метрових ударів для визначення переможців. Футбольний клуб Куінс Парк не зумів знайти грошей на повторну поїздку до Лондона і вимушений був знятись із змагань. Така ситуація привела до формування Футбольної асоціації Шотландії, хоча надалі Куінс Парк продовжував брати участь у змаганнях Кубку Англії і двічі виходив у фінал, допоки в 1887 році шотландська ФА заборонила своїм клубам брати в них участь.
У фіналі розіграшу першого Кубку Англії зустрілися команди Уондерерс (Wanderers) та Ройял Інджінерс (Royal Engineers) у присутності 2000 уболівальників. Команда Ройял Інджінерс вважалась фаворитами цієї зустрічі, проте один з гравців цієї команди отримав травму ключиці і змушений залишити поле ще на початку гри. Оскільки замін у ті часи ще не проводили, команда грала в меншості і в остаточному підсумку програла команді Уондерерс з рахунком 1-0. У наступні кілька років Кубок Англії вигравали команди Олд Естоніанс, Уондерерс, Ройял Інджінерс та Оксфорд Юніверсіті.

### Перший регулярний чемпіонат
У 1888 році за ініціативою менеджера футбольного клубу Астон Вілла Вільяма Мак-Грегора, був заснований перший регулярний чемпіонат з футболу. Від імені свого клубу Мак-Грегор звернувся з пропозицією до решти 11 провідних клубів країни. Організаційне засідання пройшло в Лондоні 22 березня 1888 року. Основна проблема в організації чемпіонату полягала в тому, що на випадок поразки на початкових етапах турніру команди залишались без ігрової практики протягом майже року, в результаті чого вони несли великі фінансові збитки і втрачали уболівальників. Усі питання остаточно були врегульовані 17 квітня 1888 року в Манчестері. Так з 12 клубів утворилося Футбольна ліга Англії, ініціатором заснування якої стала Астон Вілла.
Мак-Грегор голосував проти назви Футбольна ліга, оскільки був стурбований тим, що вона буде асоціюватись з Ірландською національною земельною лігою, але за таку назву проголосували більшість присутніх. Ліга гарантувала графік проведення змагань та членство в ній футбольних клубів. Клуби були розділені порівну між командами північних та центральних графств Великої Британії. Ліга не включила команди з південних графств, футбол яких знаходився на аматорському рівні.
Конкурент Футбольної ліги під назвою Футбольний альянс функціонував у період з 1889 по 1892. Альянс був сформований також 12-ма клубами як альтернатива Футбольній лізі. В 1892 році було прийнято рішення про офіційне злиття двох ліг, у результаті чого був сформований Другий дивізіон Футбольної ліги, який складався в основному з клубів Футбольного альянсу. Існуюча Футбольна ліга плюс три найсильніші клуби Альянсу сформували Перший дивізіон Футбольної ліги.

### Організація міжнародних змагань
Перша міжнародна гра була зіграна в Шотландії 30 листопада 1872 року. Чарльз Алкок, який був обраний керівником ФА у віці 28 років, виступив з ідеєю організації проведення міжнародних змагань, запровадивши щорічні зустрічі між національними збірними Англії та Шотландії. В 1870—1871-х він розмістив рекламні оголошення в газетах Единбургу та Глазго, пропонуючи футболістам провести міжнародний матч між збірними двох країн. Однак належної підтримки така пропозиція в Шотландії не дістала. З цієї причини в 1870 та 1871 роках були проведені матчі, в яких збірній Англії протистояли шотландці, що проживали виключно в Англії.
1872 року зіграти з футболістами збірної Англії погодився шотландський клуб «Квінз Парк». Перший міжнародний матч, визнаний ФІФА як офіційний (який відбувся 30 листопада 1872 року в Глазго, Шотландія) закінчився нульовою нічиєю, започаткувавши історію проведення міжнародних матчів між національними збірними. Друга гра між двома командами, 8 березня 1873 року, закінчилася з рахунком 4-2 на користь Англії, потім шотландці перемогли в наступній зустрічі 2-1. Четверта гра закінчилася нічиєю 2-2, після якої Шотландія виграла три матчі поспіль.
Перший не європейський міжнародний футбольний матч відбувся 28 листопада 1885 року в місті Ньюарк, Нью-Джерсі між збірними США та Канади, канадці перемогли 1-0.

### Поява професійного футболу

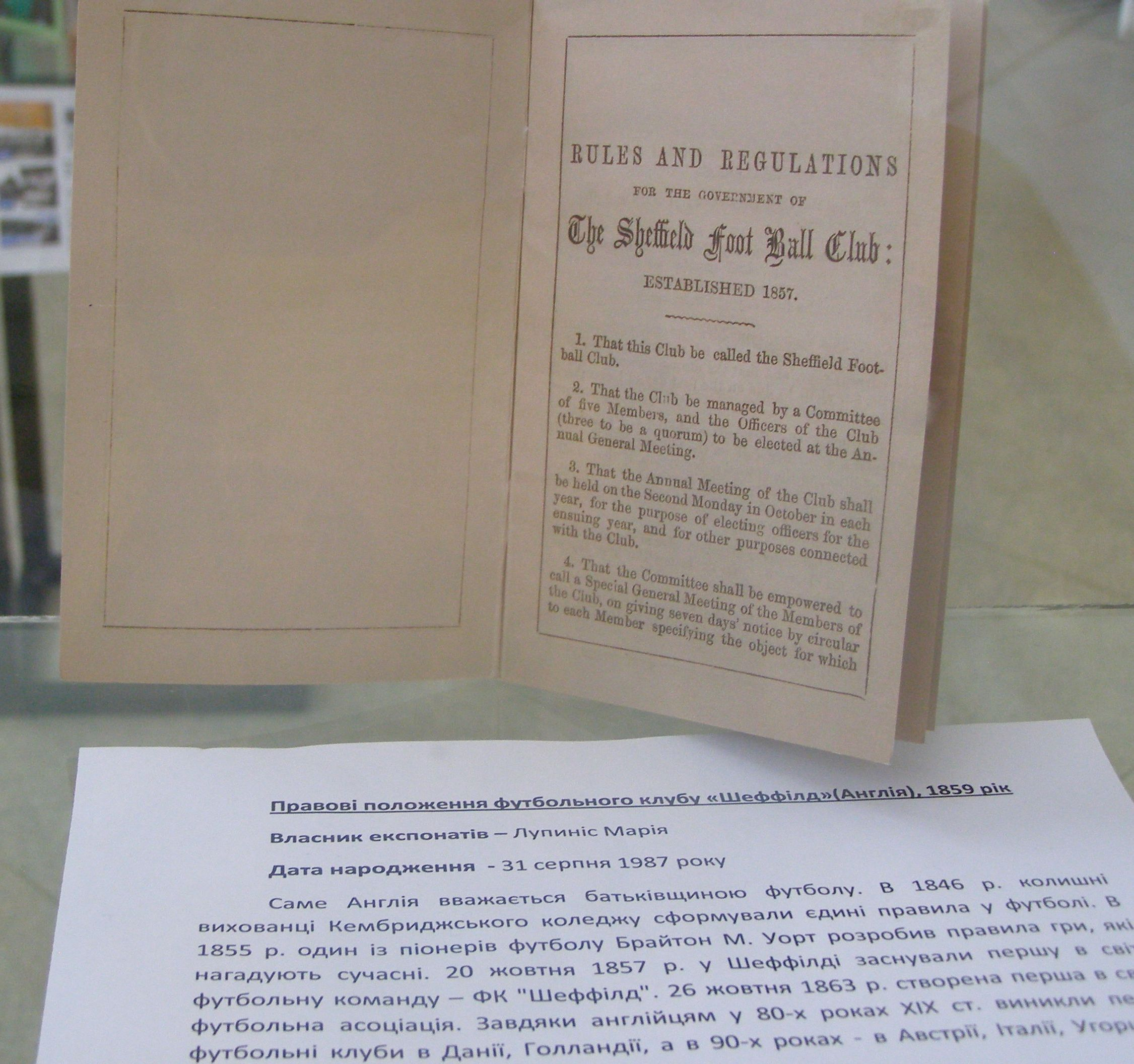
Правові положення ФК «Шеффілд» — першого у світі футбольного клубу (видані 1859 року)

Коли футбол набирав популярності в 1870-х та 1880-х, професійні футболісти не мали права виступати в Футбольних асоціаціях Англії та Шотландії. На початку 1880-х, коли футбольний клуб Вондерерс розформувався та припинив існування, на півночі Англії команди почали наймати гравців, яких називали «футбольними спеціалістами» (professors of footbal), переважна більшість яких була з Шотландії. Так футбол почав поступово переходити на професійні рейки. Клуби з північної Англії почали виплачувати футболістам грошову винагороду і команди почали поступово переважати в класі аматорів з півдня. Блекберн Роверс став першим клубом з півночі, який дійшов до фіналу Кубка Англії в 1882 році і поступився Олд Естоніанс, який став останнім аматорським клубом, що виграв трофей.
Щоб не допустити використання професійних футболістів, у 1882 році до правил ФА додалося ще одне: «Кожен гравець клубу, який отримує від клубу винагороду в будь-якій формі або грошове відшкодування… автоматично відсторонюється від участі у змаганнях на Кубок, у будь-яких змаганнях під егідою ФА і в міжнародних турнірах. Клуб, який найняв такого гравця, автоматично виключається з Асоціації».
На початку 1884 року, після матчу четвертого раунду розіграшу Кубку Футбольної асоціації, клуб «Аптон Парк» з Лондона подав протест, стверджуючи, що за клуб «Престон Норт Енд» виступали професіонали. Вільям Саделл, президент і менеджер «Престона», публічно визнав, що його клуб платить своїм гравцям, але при цьому заявив, що може довести, що подібна практика існує майже в усіх найбільших клубах Ланкаширу і центральних графствах Англії.
Відверті заяви Саделла змусили керівництво Асоціації усвідомити нові реалії. Провідні футбольні клуби вимагали від Футбольної асоціації визнати право футболістів отримувати грошову винагороду в англійському футболі, кульмінацією чого стало засідання 20 липня 1885 року, після якого було проголошено, що «легалізація використання професійних футболістів буде слугувати інтересам Асоціації футболу, але лише за деяких умов». Хоча і з певними обмеженнями, професійний футбол був легалізований.
Одна з перших англійських жіночих футбольних команд «Дік Керр Ледіс» з Престона стала настільки популярна, що її матчі допомагали збирати гроші для благодійних організацій. У 1921 році жінкам заборонили виступати під егідою Футбольної ліги Англії. Історія ФА засвідчила, що ця заборона зупинила розвиток жіночого футболу впродовж наступних 40 років.
Розмір максимальної платні футболістам мав жорсткі обмеження. Через це 1909 року в англійському футболі навіть планували провести страйк. Пройшло ще 50 років, поки обмеження на максимальну грошову винагороду було відмінено.
Футбольний клуб з Відня Хакоах став, можливо, першою не британською футбольною командою, гравці якої стали отримувати грошову винагороду в 1920-х.
У 1934 році шведський клуб Мальме вилетів з вищого дивізіону після того, як з'ясувалось, що його гравці отримували зарплатню за гру у футбол. Футбольний професіоналізм узаконено у Швеції тільки в 1950-х роках.

## XX сторіччя
У 1904 році в Парижі створено ФІФА — Міжнародну федерацію футболу, яка об'єднувала національні федерації. Згодом футбол включено до програми Олімпійських ігор, а з 1930 року почали проводити чемпіонати світу з футболу.
Зараз футбол в економічно розвинутих країнах є прибутковим бізнесом, а провідні футбольні клуби Європи мають річні бюджети на рівні кількох сотень мільйонів євро.